# Ахмед, Ашфак
Мухаммад Ашфак Ахмед (англ. Muhammad Ashfaq Ahmed, 11 ноября 1946, Равалпинди, Британская Индия — 3 июля 2005, Равалпинди, Пакистан) — пакистанский хоккеист (хоккей на траве), нападающий. Олимпийский чемпион 1968 года. Чемпион мира 1971 года.

## Биография
Ашфак Ахмед родился 11 ноября 1946 года в индийском городе Равалпинди (сейчас в Пакистане).
В 1968 году вошёл в состав сборной Пакистана по хоккею на траве на Олимпийских играх в Мехико и завоевал золотую медаль. Играл на позиции полузащитника, провёл 9 матчей, забил 2 мяча (по одному в ворота сборных Нидерландов и Великобритании).
В 1970 году в составе сборной Пакистана завоевал золотую медаль хоккейного турнира летних Азиатских игр в Бангкоке.
В 1971 году в составе сборной Пакистана завоевал золотую медаль первого чемпионата мира в Барселоне.
В 1972 году вошёл в состав сборной Пакистана по хоккею на траве на Олимпийских играх в Мюнхене и завоевал серебряную медаль. Играл на позиции полузащитника, провёл 5 матчей, мячей не забивал.
В 1966—1971 годах провёл за сборную Пакистана 49 матчей, забил 11 мячей.
Умер 3 июля 2005 года в Равалпинди.